# Sebastian Deisler
Sebastian Deisler (Lörrach, 5 januari 1980) is een Duitse ex-profvoetballer die voor het grootste gedeelte van zijn carrière speelde bij Bayern München. Deisler heeft in Duitsland onder meer voor Borussia Mönchengladbach, Hertha BSC en FC Bayern München gespeeld. Hij maakte ook deel uit van het Duits voetbalelftal.

## Clubvoetbal

### Borussia Mönchengladbach
Deisler speelde van 1995 tot 1999 voor Borussia Mönchengladbach. Hij startte hier als profvoetballer in 1998 en maakte in dat seizoen 17 optredens in de Bundesliga. Na dit seizoen zou de club degraderen naar de 2. Bundesliga omdat het als laatste was geëindigd in de competitie. Deisler besloot daarom op te stappen en verhuisde voor 4,5 miljoen DM naar Hertha BSC. Deze club streed in die jaren altijd mee in de top-5.

### Hertha BSC
Voor Hertha BSC speelde Deisler van 1999 tot 2002, hij kwam in deze periode tot 57 optredens in de Bundesliga. Hierin scoorde hij 9 doelpunten. Daarnaast kwam hij tijdens het eerste seizoen tot negen optredens in de UEFA Champions League. In de daarna volgende seizoenen speelde hij nog vijf wedstrijden in het Europese miljoenenbal maar kwam hierbij niet tot scoren. Nadat hij niet heeft mogen meedoen aan het WK voetbal in 2002 vanwege een blessure, verkast hij voor 9 miljoen euro naar Bayern München.

### Bayern München
Na het WK voetbal in Japan en Zuid-Korea gaat Deisler in dienst van Bayern München spelen. Wegens psychische problemen komt hij hier echter weinig aan spelen toe. Vooral de eerste seizoenen verlopen slecht. Daarna gaat het weer enige tijd beter, met Bayern München speelt hij wederom in de Champions League waar hij ook regelmatig zijn opwachting mag maken.
Toch leed hij in deze jaren vaak aan blessures, hierdoor moest hij meerdere knieoperaties ondergaan. Daarnaast had hij vaak veel last van depressies. Als gevolg hiervan kon Sebastian Deisler de belofte als groot talent nooit inlossen. Zijn laatste seizoen bij Bayern München begon hij in de ziekenboeg, tijdens de training brak er een stuk kraakbeen in zijn knie af. Vandaar dat hij net zoals in 2002 ook in 2006 niet mee kan doen aan het WK voetbal in eigen land.

## Afscheid van het voetbal
Op 16 januari 2007 besluit Deisler om per direct te stoppen met voetbal. Zijn contract, dat nog tot 30 juni 2009 zou lopen, werd ontbonden. Hij kwam tot dit besluit omdat hij geen vertrouwen meer had in de stabiliteit van zijn knie en omdat hij kampte met depressies. Sindsdien heeft hij zich teruggetrokken uit de publiciteit, maar in 2009 schreef journalist Michael Rosentritt de biografie Sebastian Deisler. Zurück ins Leben – Die Geschichte eines Fußballspielers, waarin Deisler openhartig vertelt over zijn depressies en hoe hij zijn leven weer op de rails kreeg door zijn beslissing met voetbal te stoppen.

## Carrière
| Seizoen | Club                     | Wedstrijden | Doelpunten | Competitie |
| ------- | ------------------------ | ----------- | ---------- | ---------- |
| 1998/99 | Borussia Mönchengladbach | 17          | 1          | Bundesliga |
| 1999/00 | Hertha BSC               | 20          | 2          | Bundesliga |
| 2000/01 | Hertha BSC               | 25          | 4          | Bundesliga |
| 2001/02 | Hertha BSC               | 11          | 3          | Bundesliga |
| 2002/03 | Bayern München           | 8           | 0          | Bundesliga |
| 2003/04 | Bayern München           | 11          | 4          | Bundesliga |
| 2004/05 | Bayern München           | 23          | 4          | Bundesliga |
| 2005/06 | Bayern München           | 16          | 0          | Bundesliga |
| 2006/07 | Bayern München           | 5           | 0          | Bundesliga |
| Totaal  |                          | 156         | 20         |            |

## Interlandcarrière
Deisler speelde tussen 1999 en 2006 voor het Duits voetbalelftal. Hij maakte zijn debuut op 23 februari 2000 tijdens een vriendschappelijke wedstrijd tegen het Nederlands elftal. Hij maakte ook deel uit van de selectie die meedeed aan het EK 2000 in Nederland en België. Daarbij speelde hij alle drie de wedstrijden uit de groepsfase. Duitsland kwam de eerste ronde niet door. Hij maakte zijn eerste doelpunt op 2 september 2000 in de wedstrijd tegen Griekenland. Dit duel maakte deel uit van de kwalificatie voor het WK voetbal in 2002. Door blessures kwam hij niet in actie op de andere grote toernooien in 2004 en 2006.
Wel speelde hij alle vijf de wedstrijden tijdens de Confederations Cup in 2005, dat in Duitsland werd georganiseerd. Zijn laatste interlandduel speelde hij op 1 maart 2006 tegen Italië.

## Trivia
Sebastian Deisler heeft een Braziliaanse partner genaamd Eunice Dos Santos Santana en een zoon, Rafael. Hij is ongehuwd